# Rivière Jacquot
Rivière Jacquot är ett vattendrag i Kanada.   Det ligger i provinsen Québec, i den sydöstra delen av landet, 300 km nordost om huvudstaden Ottawa.
I omgivningarna runt Rivière Jacquot växer i huvudsak blandskog. Runt Rivière Jacquot är det glesbefolkat, med 17 invånare per kvadratkilometer.